# Heinrich Leopold Wagner
Pour les articles homonymes, voir Heinrich Wagner (homonymie) et Wagner.
Heinrich Leopold Wagner (19 février 1747 à Strasbourg - 4 mars 1779 à Francfort-sur-le-Main) était un écrivain de langue allemande.

## Biographie
Heinrich Leopold Wagner était le fils aîné d'un commerçant.
Après avoir étudié de droit à Strasbourg, il fut précepteur à Sarrebruck. Il résida ensuite à Deux-Ponts, Giessen et enfin Francfort-sur-le-Main. En 1776 il reprit ses études à Strasbourg et les termina par le doctorat. À partir du 21 septembre 1776, il exerça à Francfort comme avocat mais il mourut encore jeune, le 4 mars 1779, à l'âge de 32 ans, sans doute de la tuberculose pulmonaire.
Wagner était en contact avec plusieurs écrivains considérables du mouvement Sturm und Drang, Johann Wolfgang von Goethe (1749-1832), Friedrich Maximilian Klinger (1752-1831), Jakob Michael Reinhold Lenz (1751-1792), Christoph Kaufmann (1753-1795), Christian Friedrich Daniel Schubart (1739-1791) et Johann Friedrich Müller, surnommé Müller le peintre (1749-1825).
Avec Klinger et Lenz, Wagner fut qualifié par ses contemporains de « Goethianer », puisque ces trois auteurs appartenaient au cercle des amis intimes de Goethe. Lui-même cependant est le moins important. Son ouvrage principal est un drame, paru en 1776, La Meurtrière d'enfants, un drame de critique sociale typique du mouvement Sturm und Drang. Cet ouvrage a été réédité en 1957 par Peter Hacks. Il existe également une adaptation cinématographique Mädchen, hütet euch! (1928) « Jeunes filles, gardez vous » par Valy Arnheim.

## Œuvres
- Vermischte Gedichte, Frankfurt, 1774.
- Confiskable Erzählungen, Wien 1774.
- Prometheus, Deukalion und seine Rezensenten, 1775.
- Der wohltätige Unbekannte, Eichenberg, Frankfurt, 1775.
- Die Reue nach der Tat. Eichenberg, Frankfurt, 1775.
- Neuer Versuch über die Schauspielkunst, Schwickert, Leipzig, 1776. Un traduction de Du théâtre ou nouvel essai sur l'art dramatique de Louis-Sébastien Mercier.
- Leben und Tod Sebastian Silligs, Frankfurt, 1776.
- Die Kindermörderin, 1776.
- Briefe, die Seylersche Gesellschaft betreffend, 1777
- Evchen Humbrecht oder Ihr Mütter merkts Euch!, 1778.
- Voltaire am Abend seiner Apotheose, Frankfurt und Leipzig, 1778.